# Karl Friedrich von Ledebour
Karl (ou Carl) Friedrich von Ledebour (Stralsund, 8 de julho de 1786 – Munique, 4 de julho de 1851) foi um botânico alemão.

## Biografia
Entre 1811 e 1836 foi professor de ciências na Universidade de Dorpat ( atual Tartu na Estônia), posteriormente em Heidelberg e em Munique. Visitou as Montanhas Altai na Rússia auxiliado por Carl Anton Andreevic von Meyer (1795-1855) e Alexander von Bunge (1803-1890).
Entre as novas espécies que descreveu pela primeira vez em Flora Altaica estão incluidas a Malus sieversii ( como Pyrus sieversii ) , o antepassado selvagem da maçã, e o "larício-siberiano" ( Larix sibirica ) que é uma conífera siberiana.

## Obras
Seus trabalhos mais importantes foram : 
- Reise durch das Altai-Gebirge ( Berlim, 1829),
- Flora Altaica , que foi o primeiro sobre a flora das montanhas de Altai, publicado em 1833,
- Flora Rossica, publicado em quatro volumes entre 1841 e 1853, a primeira obra significativa sobre a flora do Império Russo.[2]